# Боб Ларкін
Боб Ларкін (англ. Bob Larkin; нар. 10 липня 1949) — американський художник коміксів, відомий насамперед своїми намальованими обкладинками журналів Marvel Comics у форматі журналів Marvel Magazines у 1970-х і на початку 1980-х років і а також за 32 намальовані обкладинки для серії перевидань пригодницьких романів Дока Севеджа у м'якій обкладинці видавництва Bantam Books.

## Життєпис
У 1969 році Боб Ларкін розпочав свою кар'єру як ілюстратор, і його багато заслуг включають такі назви, як Крейзі мегазін (Crazy Magazine), Смертоносні руки кунг-фу, Марвел прев'ю (Marvel Preview), Марвел супер спешиал (Marvel Super Special), Планета мавп, Дикий меч Конана і Гробниця Дракули. Ларкін намалював обкладинки для багатьох колекцій Marvel Fireside Books у м'якій обкладинці, надаючи їм простого відчуття кіноплаката. Він зробив те саме для обкладинки другого великого міжфірмового кросовера, Супермен і Людини-павук. Крім того, час від часу Marvel залучав Ларкіна для малювання обкладинок для прем'єрних випусків таких коміксів, як Даззлер (Dazzler) (березень 1981) і Сага про Крістар (The Saga of Crystar) (травень 1983). Рідкісний приклад того, як Ларкін створив інтер'єрне мистецтво, — це тристорінкова історія «Протягом наступних 60 секунд» в Епік іллюстрайтед (Epic Illustrated) № 1 (весна 1980).
Окрім роботи для Marvel, Ларкін написав обкладинки для Вампірелли (Vampirella) and Грак (The Rook) (Warren Publishing), Дивовижні пригоди Голо-Людини (Amazing Adventures of Holo-Man) (Peter Pen Records), Лорелей: Створення ідеального звіра (Lorelei: Building the Perfect Beast) (StarWarp Concepts) та багатьох інших.
Ларкін створив обкладинки для перевидань «Дока Севіджа» від Bantam Books, а також для товарів World Wrestling Entertainment, де виступають Рок, Льодова Брила Стів Остін, Tрунар, Kейн і Кріс Джеріко.

## Особисте життя
Ларкін має спільних дітей з колишньою дружиною Френ: сина Кена та дочок Клер і Голлі.

### Обкладинки

#### КоміксиDC
- Опір № 8 (2003)

#### Hammond Incorporated
- Капітан Атлас і вершники земної кулі № 1 (1987)

#### КоміксиMarvel
- Химерні пригоди № 28 (1981)
- Сага про Конана № 26, 38, 43, 45, 67, 77, 90 (1989—1994)
- Конан: Розбійники поза часом GN (1992)
- Крейзі мегазін № 17–63, 65, 68–69, 71–72, 74–75, 77–78, 80–81, 83–94 (1976—1983)
- Даззлер № 1 (1981)
- Смертоносні руки кунг-фу № 5–6, 8, 19, 21–22, 24, 31 (1974—1976)
- Жахливий привид № 1, 4 (1974)
- Галк! № 11, 14, 18, 21–22 (1978—1980)
- Графічний роман Marvel: Дивовижна Людина-павук: Паралельні життя (1989)
- Ілюстровані книги Marvel
  - Ілюстрована версія коміксів Marvel «Капітан Америка» № 02883 (1982)ISBN 978-0939766086
  - Ілюстрована версія коміксів Marvel «Фантастична четвірка» № 02838 (1982)ISBN 978-0939766024
  - Ілюстрована версія коміксів Marvel Стар Трек № 02821 (1982)ISBN 978-0939766000
  - Ілюстрована версія коміксів Marvel про Неймовірного Галка № 02832 (1982)ISBN 978-0960414697
  - Могутні трилери Marvel Team-Up (1983)ISBN 978-0939766604
  - Людина-павук: Його найбільші командні битви № 02722 (1981)ISBN 978-0960414673
  - Стен Лі представляє «Людину-павука 2» разом із Тором, Гавоком і Людиною-річчю! № 02858 (1982)ISBN 978-0939766130
  - Стен Лі представляє ілюстровану версію коміксів Marvel Daredevil № 02041 (1982)ISBN 978-0939766185
- Марвел Прев'ю (Marvel Preview) № 7, 18–19, 21 (1976—1980)
- Спеціальне видання Marvel із Зоряними війнами: Імперія завдає удару у відповідь № 2 (1980)
- Марвел супер екшн (Marvel Super Action) № 1 (1976)
- Марвел супер спешіал (Marvel Super Special) № 3, 5–6, 15–16 (1978—1980)
- Марвел треашури Едішн (Marvel Treasury Edition) № 28 (Супермен і Людина-павук) (1981)
- Монстри з фільмів № 2–8 (1974—1975)
- Монстри на волі № 5 (1974)
- Нік Ф'юрі проти S.H.I.E.L.D. tpb (1989)
- Планета мавп № 1–7, 10, 13, 15, 17, 19, 24 (1974—1976)
- Силач та залізний кулак № 75 (1981)
- Каратель № 13 (1990)
- Каратель: Чоловік на ім'я Френк (1994)
- Зона війни карателів № 25 (1994)
- Сага про Кристал, Кришталевий Воїн (Crystal Warrior) № 1 (1983)
- Дикий меч Конана № 27, 42–44, 82, 89, 92–93, 103, 120, 137, 141, 192, 198, 206 (1978—1993)
- Команда Людини-павука № 6 (1997)
- Жінка-павук № 50 (1983)
- Гробниця Дракули том. 2 № 1–3 (1979—1980)
- Вампірські історії Annual № 1 (1975)

#### Пітер Пен Рекордс
- Amazing Adventures of Holo-Man (книга та комплект платівок) #PR36 (1978)

#### Саймон і Шустер
- Книги Marvel Fireside
  - Дивовижна Людина-павук (1979) ISBN 978-0671248130
  - Доктор Стрендж, майстер містичного мистецтва (1979) ISBN 9780671248147
  - Фантастична четвірка (1979) ISBN 978-0671248123
  - Неймовірний Халк (1978) ISBN 978-0671242244
  - The Mighty Marvel Pin-Up Book (1978) ISBN 978-0671243906
- Серія романів Marvel
  - № 1 Дивовижна Людина-павук: Погром на Манхеттені (1978) ISBN 978-0671820442
  - № 6 Залізна людина: І поклич мого вбивцю… МОДОК! (1979) ISBN 978-0671820893
  - № 7 Доктор Стрендж: Кошмар (1979) ISBN 978-0671820886
  - № 8 Дивовижна Людина-павук: Злочинна кампанія (1979) ISBN 978-0671820909
  - № 11 Галк і Людина-павук: Вбивчий місяць (1979) ISBN 978-0671820947

#### Warren Publishing
- Моторошні № 99–100 (1978)
- Жахливо № 119 (1981)
- Журнал Рок № 2–3, 6, 8–9, 11–12 (1980—1981)
- Вампірелла № 73 (1978)
- Воррен презентує № 8, 14 (1980—1981)